# If We All Give a Little
If We All Give a Little – utwór szwajcarskiego zespołu muzycznego Six4one napisany przez Ralpha Siegla i Bernda Menungera, wydany jako singiel i EP-ka w kwietniu 2006 roku oraz promujący debiutancką płytę studyjną formacji zatytułowaną If We All Give A Little – The Album z tego samego roku.
W 2006 roku utwór reprezentował Szwajcarię w 54. Konkursie Piosenki Eurowizji organizowanym w Helsinkach. Dzięki zajęciu miejsca w pierwszej jedenastce przez zespół Vanilla Ninja podczas konkursu w 2005 roku, reprezentanci nie musieli  brać udziału w półfinale i mieli gwarantowane miejsce w finale, 20 maja utwór został zaprezentowany przez zespół jako pierwszy w kolejności w finale widowiska i zajął w nim ostatecznie szesnaste miejsce z 30 punktami na koncie, w tym m.in. z maksymalną notą 12 punktów z Malty.

## Lista utworów
CD single
1. „If We All Give a Little” (Eurovision-Version) – 3:07
2. Friends Are Friends” – 3:02
3. „If We All Give a Little” (AC-Radio-Version) – 3:59
4. „If We All Give a Little” (Unplugged-Version) – 3:07
5. „If We All Give a Little” (Eurovision-Instrumental-Version) – 3:07